# Hannibal Sehested (Politiker, 1609)

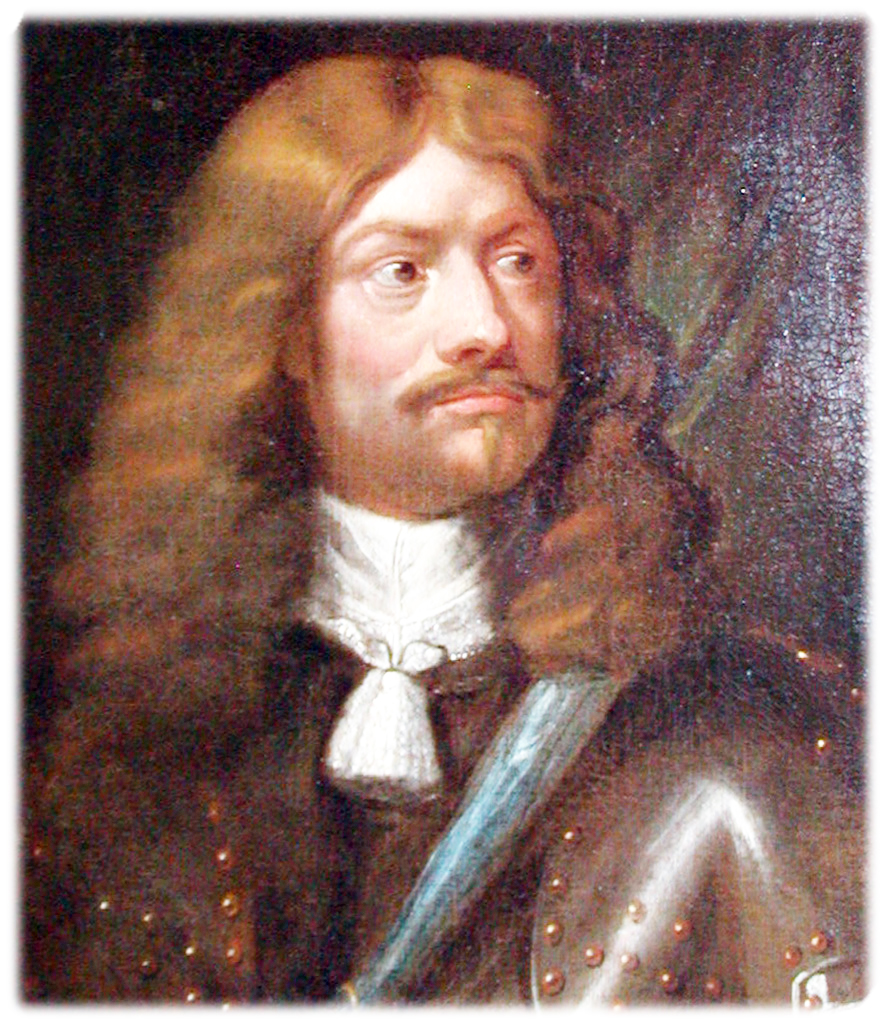
Hannibal Sehested (porträtiert von Karel van Mander, 17. Jahrhundert)

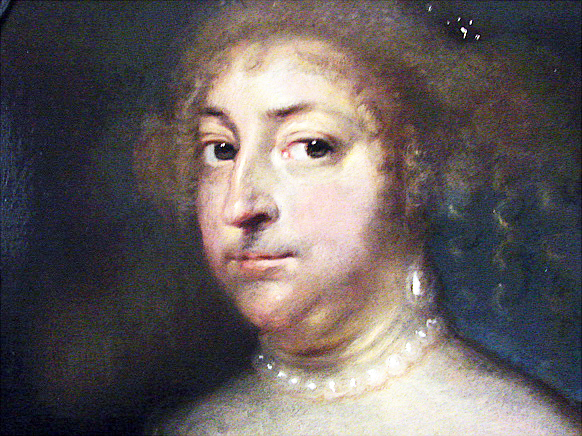
Christiane Sehested (porträtiert von Abraham Wuchters, 17. Jahrhundert)

Hannibal Sehested (* 1609 in Arensborg auf Ösel, damals zu Dänemark, heute Estland; † 23. September 1666 in Paris, Frankreich) war ein dänischer Staatsmann.

## Jugend und Familie
Hannibal war der Sohn von Claus Maltesen Sehested und Anne Nielsdatter Lykke. Er besuchte 1626–1629 die Sorø Akademi. Nach weiteren Studien im Ausland (unter anderem Deutschland) trat Hannibal 1632 in den Dienst des dänisch-norwegischen Königs Christian IV. In des Königs Namen führte er 1635 erfolglose Verhandlungen mit Schweden. Trotzdem sah der König ihn als einen vielversprechenden jungen Politiker und verlobte ihn 1636 mit seiner erst zehnjährigen Tochter Christiane (1626–1670) aus der morganatischen Ehe mit Kirsten Munk. 1640 wurde Hannibal Mitglied des Reichsrats.

## Gouverneur von Norwegen
Nach seiner Heirat ernannte ihn der König 1642 zum Statthalter (Generalgouverneur) von Norwegen. Obwohl Hannibal sich während des 1643 ausgebrochenen dänisch-schwedischen Torstenssonkrieges an der Spitze norwegischer Truppen erfolgreich geschlagen hatte (Hannibalfehde), musste Norwegen angesichts der Niederlagen dänischer Truppen 1645 im Frieden von Frieden von Brömsebro die Provinzen Jämtland und Härjedalen an Schweden abtreten. Auch Hannibals Geburtsort, die dänische Ostseeinsel Ösel, fiel an Schweden.
Nach dem Krieg bemühte Hannibal sich, die Folgen des Kriegs zu mildern, die Finanzen des Landes zu sanieren, die Verwaltung zu modernisieren und die Wehrkraft zu heben. Er schuf dabei nicht nur ein selbständiges norwegisches Heer und eine eigene norwegische Finanzverwaltung, sondern brachte allmählich auch die gesamte Verwaltung und politische Macht in Norwegen unter seine Kontrolle. Mit Christians Tod sank jedoch 1648 auch Hannibals Stern. Der dänische Adel in Norwegen verdächtigte ihn separatistischer Tendenzen und erreichte 1651 schließlich Hannibals Absetzung durch Friedrich III. Auch andere Schwiegersöhne der Kirsten Munk wurden entmachtet und fielen in Ungnade, z. B. Corfitz Ulfeldt. Aus Furcht um sein Leben gab Hannibal seinen Ratsposten auf und floh ins Ausland (u. a. Deutschland, Niederlande).

## Reichsschatzmeister von Dänemark
Als Hannibal 1657 während eines erneuten Krieges mit Schweden nach Dänemark zurückkehren wollte, wurde er von Friedrich III. zunächst abgewiesen. Hannibal suchte daraufhin das Gespräch mit dem Schwedenkönig Karl X. Gustav, der gerade Kopenhagen belagerte. Von dänischer Seite wurde dies zunächst als Verrat angesehen – vor allem, da auch Hannibals Schwager Corfitz Ulfeldt zu den Schweden übergelaufen war und ganz offen mit ihnen kollaborierte. Doch 1660 dann wurde Hannibal doch noch als dänischer Friedensunterhändler zu den Schweden entsandt und wirkte mit am Zustandekommens des Friedens von Kopenhagen, der Dänemark-Norwegen das 1658 verlorene Trondheim und Bornholm zurückgab.
Da er beim absolutistischen Staatsstreich 1660 auf Friedrichs III. Seite gestanden hatte, erfreute Hannibal sich im Reichsrat wieder der königlichen Gunst und arbeitete als Schatzkanzler (Reichsschatzmeister) fortan an Maßnahmen zur Modernisierung auch der dänischen Verwaltung. In Paris erreichte er 1663 den Abschluss eines Vertrages, der Dänemark französische Subsidien einbrachte. Von Friedrich III. war er schon 1648 zum Ritter des Elefantenordens erhoben worden, der französische König Ludwig XIV. erhob ihn 1663 zum Grafen. Hannibal starb auf einer weiteren diplomatischen Mission in Frankreich. Seine Güter Iversnæs (heute Wedellsborg) und Tybrind (in Husby Sogn) auf der Insel Fünen erbte seine Tochter Christiane Sophie, die den aus Deutschland eingewanderten Wilhelm Friedrich von Wedel (1640–93) heiratete, der 1672 zum Lehnsgrafen Wedell-Wedellsborg erhoben wurde.